# Aeolesthes sarta
Aeolesthes sarta är en skalbaggsart som först beskrevs av Semyon Martynovich Solsky 1871.  Aeolesthes sarta ingår i släktet Aeolesthes och familjen långhorningar.
Artens utbredningsområde är:
- Afghanistan.
- Tibet.
- Iran.
- Kazakstan.

Inga underarter finns listade i Catalogue of Life.